# George Taylor (botanicus)
George Taylor (Edinburgh, 15 februari 1904 – Dunbar (Schotland), 12 november 1993 ) was een Britse botanicus.
Taylor studeerde aan de Universiteit van Edinburgh, waar hij in 1926 met 'first class honours' een BSc behaalde in de plantkunde. Voor zijn studie werd hij onder andere aan de Royal Botanic Garden Edinburgh onderwezen. 
In 1928 werd Taylor aangenomen als assistent in het herbarium van het British Museum (Natural History). Van 1945 tot 1950 was Taylor plaatsvervangend beheerder van de afdeling plantkunde van het British Museum (Natural History). Van 1950 tot 1960 was hij vervolgens beheerder van de afdeling plantkunde aldaar. Van 1956 tot 1971 was hij directeur van de Royal Botanic Gardens, Kew als opvolger van Edward James Salisbury. Zelf werd Taylor opgevolgd door John Heslop-Harrison. 
Onder Taylors directoraat kreeg de Royal Botanic Gardens, Kew in 1965 het beheer over een tweede botanische tuin in Wakehurst Place. Het Palm House werd gerenoveerd en ging in 1959 weer open voor het publiek. Taylor was de drijvende kracht achter de aanleg van de Queen's Garden (gelegen achter Kew Palace) in een zeventiende-eeuwse stijl. Queen's Garden werd in 1969 voor het publiek geopend. 
Taylor verrichtte veldwerk in Zuid-Afrika en Rhodesië in 1927, 1928 en 1934. Samen met andere expeditieleden verzamelde hij onder meer soorten uit de heidefamilie, gladiolen, Ixia-soorten en Kniphofia galpinii. In 1934 en 1935 was hij namens het British Museum (Natural History) expeditieleider in Oost-Afrika. Samen met George Sherriff en Frank Ludlow ondernam Taylor in 1938 een expeditie in Bhutan en het zuiden van Tibet. Hier zag Taylor planten als rododendrons, primula's, gentianen en Meconopsis. Over dit laatstgenoemde geslacht publiceerde hij reeds in 1934 de monografie An Account of the Genus Meconopsis.
Taylor ontving meerdere onderscheidingen. In 1962 werd hij Knight Bachelor. In 1965 onderscheidde de Royal Horticultural Society hem met de Victoria Medal of Honour. In 1968 werd hij Fellow of the Royal Society. In 1984 kreeg hij de Scottish Horticultural Medal van de Royal Caledonian Horticultural Society. Hij was lid van de Royal Society of Edinburgh en de Linnean Society of London. Van 1969 tot 1972 was hij voorzitter van de International Association for Plant Taxonomy. 